# Dewan Rakyat
La Cámara de Representantes (en malayo: Dewan Rakyat; literalmente: Casa del Pueblo) es la cámara baja del Parlamento de Malasia. Está conformada por 222 miembros elegidos en distritos uninominales para un período no mayor a cinco años.
El Dewan Rakyat generalmente propone legislación a través de un borrador conocido como 'ley'. Todos los proyectos de ley, por lo general, deben ser aprobados por Dewan Rakyat (Cámara de Representantes) y el Dewan Negara (Senado), antes de ser enviados al Rey para su aprobación real. Sin embargo, si el Dewan Negara rechaza un proyecto de ley, solo puede retrasar el paso del proyecto de ley por un máximo de un año antes de enviarlo al Rey. Al igual que el Dewan Negara, el Dewan Rakyat se reúne en las Casas del Parlamento de Malasia en Kuala Lumpur.

## Membresía
A los diputados se los conoce como "Miembros del Parlamento" o Ahli Dewan Rakyat (que literalmente significa Miembro del Dewan Rakyat en malayo). No tiene un límite de mandatos y puede permanecer en el cargo siempre que gane las elecciones.
Un miembro del Dewan Rakyat debe tener al menos 21 años de edad y no debe ser miembro del Dewan Negara. El presidente del Dewan Rakyat es elegido al comienzo de cada legislatura o después de las vacaciones del cargo, por los parlamentarios. Dos vicepresidentes también son elegidos, y uno de ellos se sienta en el lugar del presidente cuando está ausente. La maquinaria del Dewan Rakyat es supervisada por el Secretario de la Cámara que es nombrado por el Rey; solo puede ser removido de su cargo por la forma prescrita para los jueces o por jubilación obligatoria a los 60 años.
A partir de las elecciones federales de 2018, el Dewan Rakyat cuenta con 222 escaños, elegidos en distritos federales uninominales elaborados por al Comisión Electoral. Los límites de los distritos electorales se vuelven a dibujar cada diez años según el último censo.
Cada Dewan Rakyat tiene una duración de un máximo de cinco años, después de lo cual debe convocarse una elección general. En las elecciones federales, los votantes eligen a un candidato para representar a su electorado en el Dewan Rakyat. Se usa el sistema de escrutinio mayoritario uninominal. El candidato que gana la mayoría de los votos gana el escaño.
Antes de que se pueda convocar una elección general, el Rey primero debe disolver el Parlamento siguiendo el consejo del primer ministro. De acuerdo con la Constitución, el Yang di-Pertuan Agong tiene el derecho, a su propia discreción, de otorgar o negar el consentimiento para disolver el parlamento.

## Poderes y prohibiciones
Los miembros del Parlamento pueden hablar sobre cualquier tema sin temor a la censura fuera del Parlamento; el único cuerpo que puede censurar a un parlamentario es el Comité de Privilegios de la Cámara de Representantes. Dicha "inmunidad parlamentaria" entra en vigencia desde el momento en que un miembro del Parlamento toma posesión de su cargo, y solo se aplica cuando ese miembro tiene la palabra; no se aplica a declaraciones hechas fuera de la Cámara. La Ley de Sedición aprobada por el Parlamento hace una excepción a raíz de los disturbios raciales del 13 de mayo de 1969. Conforme a la Ley, toda discusión pública sobre la derogación de determinados artículos de la Constitución que tratan sobre los privilegios a los indígenas como el artículo 153 es ilegal. Esta prohibición se extiende a todos los miembros de ambas cámaras del Parlamento. También tienen prohibido criticar al Rey o a los jueces.